# WINDOW (Drop'sのアルバム)
WINDOW（ウィンドウ）はDrop'sのメジャー3枚目のオリジナルアルバム。2015年7月22日にSTANDING THERE, ROCKS/KING RECORDSから発売された。数量限定でDrop's初のLP盤もリリースされた。また，ジャケットがミュージック・ジャケット大賞2016の準大賞を受賞。（アートディレクター＆デザイナー木村豊氏）

## 収録曲
| CD       |                        |                                          |          |                                               |
| トラック | タイトル               | クレジット                               | 再生時間 | 備考                                          |
| 01       | NANANA FLAG            | 作詞・作曲：中野ミホ                     | 3:53     |                                               |
| 02       | ローリン・バンドワゴン | 作詞：中野ミホ・作曲：荒谷朋美、中野ミホ | 4:56     |                                               |
| 03       | moderato               | 作詞：中野ミホ・作曲：石橋わか乃         | 3:22     |                                               |
| 04       | ホテル・カウントダウン | 作詞：中野ミホ・作曲：Drop's             | 3:30     |                                               |
| 05       | ハイウェイ・クラブ     | 作詞・作曲：中野ミホ                     | 5:47     | リードトラック                                |
| 06       | 三月のブルー           | 作詞・作曲：中野ミホ                     | 4:58     |                                               |
| 07       | ビート                 | 作詞・作曲：中野ミホ                     | 4:01     |                                               |
| 08       | さらば青春             | 作詞・作曲：中野ミホ                     | 5:47     | JAPAN COUNTDOWN2014年11月度エンディングテーマ |
| 09       | 天使の雲               | 作詞・作曲：中野ミホ                     | 2:49     | 映画『復讐したい』挿入歌                      |
| 10       | 未来                   | 作詞・作曲：中野ミホ                     | 4:26     | JAPAN COUNTDOWN2015年4月度オープニングテーマ  |
| 11       | ベリーグッドモーニング | 作詞・作曲：中野ミホ                     | 4:44     |                                               |

## DVD(通常盤のみ収録)
1. さらば青春 (Music Video)
2. 未来 (Music Video)
3. ハイウェイ・クラブ (Music Video)
4. 天使の雲 (Live)
2015年3月27日に東京キネマ倶楽部にて行われたライブ映像
5. 未来 (Live)
2015年3月27日に東京キネマ倶楽部にて行われたライブ映像
6. ためいき (Live)
2015年3月27日に東京キネマ倶楽部にて行われたライブ映像

| スタブアイコン | サブスタブ | この項目は、まだ閲覧者の調べものの参照としては役立たない、アルバムに関連した書きかけの項目です。この項目を加筆・訂正などしてくださる協力者を求めています（P:音楽/PJ:アルバム）。 |